# Maheshwar
Maheshwar (Hindi महेश्वर) ist eine Stadt im Distrikt Khargone im zentralindischen Bundesstaat Madhya Pradesh. Sie liegt 13 km östlich vom National Highway 3, der von Agra nach Mumbai führt und 91 km entfernt von der Industriestadt Indore. Die Stadt befindet sich am Nordufer des Flusses Narmada und hat etwa 20.000 Einwohner.
Der Name der Stadt bedeutet „Großer Gott“ (Hindi महान परमेश्वर), ein Beiname Shivas. Maheshwar soll die im Mahabharata-Epos erwähnte Stadt Mahishmati sein, Hauptstadt des Königs Arjuna Kartavirya. 
Maheshwar gilt als bedeutendes Zentrum der Sariweberei. In der Nähe der Stadt wird die Maheshwar-Talsperre gebaut, die zu einem umstrittenen riesigen Staudammprojekt entlang der Narmada gehört.